# Salmon River (Klamath River)
Der Salmon River (engl. für „Lachsfluss“) ist ein 26 km langer linker Nebenfluss des Klamath River im Nordwesten des US-Bundesstaates Kalifornien. Er entwässert ein Areal von 1945 km².
Der Salmon River entsteht am Zusammenfluss seiner beiden Quellflüsse North Fork und South Fork Salmon River bei Forks of Salmon im Siskiyou County. Er fließt anfangs in nordnordwestlicher Richtung durch das Bergland der Klamath Mountains. Nach der Einmündung des 35 km langen Wooley Creek (Einzugsgebiet 385 km²) von rechts wendet sich der Salmon River nach Westen und trifft schließlich bei der Siedlung Somes Bar auf den Klamath River. Die Salmon River Road führt entlang dem Flusslauf.
Der North Fork Salmon River ist der rechte Quellfluss des Salmon River. Er entspringt nordöstlich des English Peak. Der Fluss ist 51 km lang und entwässert ein Areal von 528 km².
Der South Fork Salmon River ist der linke Quellfluss des Salmon River. Seine Quelle liegt zwischen Sawtooth Ridge und Black Mountain. Das Einzugsgebiet des 53 km langen Flusses umfasst 751 km².

## Ökosystem
Im Flusssystem des Salmon River kommen u. a. folgende Fische vor: Silberlachs (Oncorhynchus kisutch), Königslachs (Oncorhynchus tshawytscha), Steelhead-Forelle (Oncorhynchus mykiss) und Grüner Stör (Acipenser medirostris). Außerdem findet sich das Neunauge Lampreta tridentata im Fluss.
Der komplette Flusslauf des Salmon River und dessen Nebenflusses Wooley Creek sowie der North Fork unterhalb der Südgrenze der Marble Mountain Wilderness Area und der South Fork unterhalb der Cecilville Bridge sind als National Wild and Scenic River klassifiziert.